# Macskafogó
Macskafogó é uma aventura em animação húngara de 1986 dirigido e escrito por Béla Ternovszky. Foi selecionado como representante da Hungria à edição do Oscar 1987, organizada pela Academia de Artes e Ciências Cinematográficas.

## Elenco
- Miklós Benedek
- Gyula Bodrogi
- Ilona Béres
- Péter Haumann